# Google Arts & Culture
Google Arts & Culture (precedentemente Google Art Project) è una raccolta online di immagini in alta risoluzione di opere d'arte esposte in vari musei in tutto il mondo, oltre che una visita virtuale delle gallerie in cui esse sono esposte. La visita virtuale permette di vedere le opere in alta definizione.
Il progetto è stato lanciato il 1º febbraio 2011 da Google, ed include opere presenti presso la Tate Gallery di Londra, il Metropolitan Museum of Art di New York, gli Uffizi di Firenze e i Musei Capitolini di Roma.
La caratteristica dell'esplorazione dei musei utilizza la stessa tecnologia utilizzata dal progetto Street View, sempre di Google. A partire dal 2016 per la digitalizzazione delle immagini è stato ideata una speciale macchina fotografica robotizzata, chiamata Art Camera, che permette di effettuare riprese fotografiche con una risoluzione di 7 gigapixel (7 miliardi di pixel).

## Musei presenti
| Alte Nationalgalerie                                            | Berlino              | Germania        |
| Altes Museum                                                    | Berlino              | Germania        |
| Freer Gallery of Art, Smithsonian Institution                   | Washington           | Stati Uniti     |
| Frick Collection                                                | New York             | Stati Uniti     |
| Galleria degli Uffizi                                           | Firenze              | Italia          |
| Galleria Nazionale d'Arte Moderna e Contemporanea               | Roma                 | Italia          |
| Galleria Tret'jakov                                             | Mosca                | Russia          |
| Gemäldegalerie                                                  | Berlino              | Germania        |
| Museum Kampa                                                    | Praga                | Repubblica Ceca |
| Metropolitan Museum of Art                                      | New York             | Stati Uniti     |
| Museum of Modern Art                                            | New York             | Stati Uniti     |
| Musei Capitolini                                                | Roma                 | Italia          |
| Museo dell'Acropoli di Atene                                    | Atene                | Grecia          |
| Ermitage                                                        | San Pietroburgo      | Russia          |
| Museo Nacional Centro de Arte Reina Sofía                       | Madrid               | Spagna          |
| Museo Thyssen-Bornemisza                                        | Madrid               | Spagna          |
| National Gallery                                                | Londra               | Regno Unito     |
| Palazzo Reale                                                   | Amsterdam            | Paesi Bassi     |
| Pergamonmuseum                                                  | Berlino              | Germania        |
| Reggia di Versailles                                            | Versailles           | Francia         |
| Rijksmuseum                                                     | Amsterdam            | Paesi Bassi     |
| Tate Britain                                                    | Londra               | Regno Unito     |
| Museo Accorsi-Ometto                                            | Torino               | Italia          |
| Van Gogh Museum                                                 | Amsterdam            | Paesi Bassi     |
| Vittoriale degli Italiani                                       | Gardone Riviera      | Italia          |
| Museo Vucetich Archiviato il 3 giugno 2020 in Internet Archive. | Marostica            | Italia          |
| Museo del Liberty                                               | Sarnico              | Italia          |
| Museo di Arte Povera                                            | Sogliano al Rubicone | Italia          |
| Museo del disco d'epoca                                         | Sogliano al Rubicone | Italia          |

## Istituzioni e opere
Diciassette musei partner sono stati inclusi nel lancio del progetto. Le 1061 immagini originali ad alta risoluzione (di 486 artisti diversi) sono mostrate in 385 stanze della galleria virtuale, con 6.000 panorami in stile Street View. 

### Musei partner iniziali
Di seguito è riportato un elenco dei diciassette musei partner originali al momento del lancio della piattaforma. Tutte le immagini mostrate sono immagini reali di Google Arts & Culture:
| Museo partner                                  | Città           | Opera Gigapixel | Titolo                                                                      | Artista                       | Data           |
| ---------------------------------------------- | --------------- | --------------- | --------------------------------------------------------------------------- | ----------------------------- | -------------- |
| Alte Nationalgalerie                           | Berlino         |                 | In Conservatorio                                                            | Édouard Manet                 | 1878–1879      |
| Freer Gallery of Art (Smithsonian Institution) | Washington      |                 | La Principessa della Terra di Porcellana                                    | James Abbott McNeill Whistler | 1863–1865      |
| Frick Collection                               | New York        |                 | San Francesco nel deserto                                                   | Giovanni Bellini              | c. 1480        |
| Gemäldegalerie                                 | Berlino         |                 | Il mercante Georg Gisze                                                     | Hans Holbein il Giovane       | 1497–1562      |
| Museum Kampa                                   | Praga           |                 | La Cattedrale (Katedrála)                                                   | František Kupka               | 1912-1913      |
| Metropolitan Museum of Art                     | New York        |                 | Le mietitrici                                                               | Pieter Bruegel il Vecchio     | 1565           |
| Museum of Modern Art                           | New York        |                 | Notte stellata                                                              | Vincent van Gogh              | 1889           |
| Museo Nacional Centro de Arte Reina Sofía      | Madrid          |                 | La bottiglia di Anís del Mono                                               | Juan Gris                     | 1914           |
| Museo Thyssen-Bornemisza                       | Madrid          |                 | Giovane cavaliere in un paesaggio                                           | Vittore Carpaccio             | 1510           |
| National Gallery                               | Londra          |                 | Gli ambasciatori                                                            | Hans Holbein il Giovane       | 1533           |
| Reggia di Versailles                           | Versailles      |                 | Marie-Antoinette de Lorraine-Habsbourg, regina di Francia, e dei suoi figli | Élisabeth Vigée Le Brun       | 1787           |
| Rijksmuseum                                    | Amsterdam       |                 | Ronda di notte                                                              | Rembrandt                     | 1642           |
| Ermitage                                       | San Pietroburgo |                 | Il ritorno del figliol prodigo                                              | Rembrandt                     | 1663–1665      |
| Galleria Tret'jakov                            | Mosca           |                 | L'apparizione di Cristo davanti al popolo                                   | Aleksandr Andreevič Ivanov    | 1837–1857      |
| Tate Britain                                   | Londra          |                 | No Donna non piangere                                                       | Chris Ofili                   | 1998           |
| Galleria degli Uffizi                          | Firenze         |                 | Nascita di Venere                                                           | Sandro Botticelli             | 1483–1485      |
| Musei Capitolini                               | Roma            |                 | Lupa capitolina                                                             |                               | 500 – 480 a.C. |
| Van Gogh Museum                                | Amsterdam       |                 | La Camera da letto                                                          | Vincent van Gogh              | 1888           |

## Iniziative simili
Molti musei e organizzazioni artistiche hanno creato i propri dati online e mostre virtuali. Alcuni offrono tour virtuali 3D simili alla visualizzazione della galleria di Google Arts & Culture, mentre altri riproducono semplicemente le immagini della loro raccolta sulla pagina web dell'istituto. Alcuni musei hanno collezioni che esistono esclusivamente nel cyberspazio e sono conosciuti come musei virtuali.
- Il Museo di storia naturale di Bucarest e il Museo del contadino rumeno offrono giri virtuali di due dei più grandi musei storici / antropologici della Romania[3][4].
- Europeana è un archivio virtuale di opere d'arte, letteratura, oggetti culturali, cimeli e registrazioni / scritti musicali di oltre 2000 istituzioni europee[5].
- Images for the Future è un progetto dedicato alla digitalizzazione di oggetti culturali audiovisivi dei Paesi Bassi e alla messa a disposizione di queste mostre attraverso il suo archivio online[6].
- La Public Catalogue Foundation ha digitalizzato tutti i circa 210.000 dipinti ad olio di proprietà pubblica nel Regno Unito e ha reso i dipinti visualizzabili dal pubblico attraverso una serie di cataloghi a prezzi accessibili e, in collaborazione con la BBC, il sito web "Your Paintings"[7]. Sono incluse opere di circa 40.000 pittori.
- SmARThistory di Khan Academy è una risorsa multimediale con video, audioguide, applicazioni mobili e commenti di storici dell'arte.
- Il Prado ha lanciato una collezione virtuale, in collaborazione con Google Earth, nel gennaio 2009. Il sito web conteneva foto di 14 dipinti del Prado, ciascuno con un massimo di 14 Gigapixel.
- Il Museo virtuale del Canada è una collezione virtuale contenente reperti di migliaia di musei canadesi locali, provinciali e nazionali.
- Tripbru è una piattaforma turistica digitale per musei, città e centri culturali con particolare attenzione ai collaboratori esperti che forniscono contenuti premium[8].
- Wikipedia GLAM aiuta le istituzioni culturali a condividere le proprie risorse con il mondo attraverso progetti di collaborazione con esperti editori di Wikipedia.